# درسان (النادرة)

تعديل مصدري - تعديل

درسان محلة تابعة لقرية الصرم، التابعة لعزلة الفجرة بمديرية النادرة إحدى مديريات محافظة إب في الجمهورية اليمنية، بلغ تعداد سكانها 144 حسب تعداد اليمن لعام 2004.